# Polička
Polička (niem. Politschka) – miasto w Czechach, w kraju pardubickim. Według danych z 31 grudnia 2003 roku powierzchnia miasta wynosiła 3 311 ha, a liczba jego mieszkańców 9 129 osób.
W mieście działa regionalny browar - Pivovar Polička, jest stacja kolejowa Polička.

## Demografia
| Rok             | 1970  | 1980  | 1991  | 2001  | 2003  |
| --------------- | ----- | ----- | ----- | ----- | ----- |
| Liczba ludności | 7 266 | 8 972 | 8 987 | 9 187 | 9 129 |

Źródło: Czeski Urząd Statystyczny

## Znani ludzie urodzeni w Poličce
- Bohuslav Martinů – czeski kompozytor
- Jiří Kyncl – czechosłowacki łyżwiarz

## Współpraca
Miejscowość partnerska:
- Meilen, Zurych